# Dónal Óg Cusack
Donal Óg Cusack (Cloyne, County Cork 16 de marzo de 1977) es un deportista irlandés. Practica el hurling con su club local, el Cloyne, en la posición de portero, y ha sido miembro del equipo interregional sénior de Cork desde 1999. El 18 de octubre de 2009 admitió públicamente en el Irish Mail on Sunday que es gay.

## Biografía
Donal Óg Cusack nació en Cloyne, en el condado de Cork en 1977. Nació en una familia que poseía un estrecho vínculo a las antiguas glorias de hurling de Cork. Uno de sus parientes cercanos era Christy Ring, considerado por muchos como el mejor jugador de hurling de todos los tiempos, que todavía detenta el récord de ocho medallas del All-Ireland Senior Hurling Championship con el equipo de Cork.
Se educó en la escuela pública local de Cloyne y más tarde en la escuela de la Congregation of Christian Brothers en el cercano Midleton. Allí es donde se descubrió su talento para el hurling. Cusack se convirtió enseguida en una figura clave para el equipo de la escuela y en 1995 consiguió el título de la Dr. Harty Cup.
Tras su educación secundaria, Cusack comenzó sus estudios de electricista. El 18 de octubre de 2009 reveló al Irish Mail on Sunday que es homosexual. Editó su autobiografía, Come What May («Pase lo que pase»), en octubre de 2009. Escribió:

Consigo más de los hombres. Siempre ha sido así. Se que soy diferente, pero sólo en ese sentido. Sea lo que sea lo que sientas sobre mí o quien soy, yo siempre he estado en paz con ello.